# Димитър Туджаров
 Тази статия е за комика.  За реката в Албания вижте Шкумба.  
Димитър Неделчев Туджаров – Шкумбата е български комик. По време на държавния социализъм, Шкумбата става популярен изразител на чувствата и отношението на хората към правителството и строя. Запазва популярността си и след установяването на демократичния режим в страната. Шкумбата е най-добре познат като разказвач на вицове. 

## Биография
Димитър Туджаров е роден на 6 октомври 1954 година в град Петрич, в семейството на учители. Родът му е бежански от Гевгели и Баялци.
В 1979 година Туджаров завършва ВМЕИ – София, магистър по Автоматика и телемеханика. В 2009 година се дипломира с магистърска степен по Реторика в СУ „Св. Климент Охридски“, във факултета по философия. 
Първата му роля е във филма „Дисонанси“ (1981) на режисьора Александър Раковски, продуциран от БНТ. През 1995 г. излиза първата му не апокрифно, а легално издадена аудио касета със заглавие „Първо частно-честно нелегално радио“. В периода 1996 – 1999 г. той има самостоятелни хумористични рубрики в предаванията „Добро утро“ и „Събота късен следобед“. В периода 1996 – 1998 г. води своя рубрика, озаглавена „Неделя късен следобед“ по БНР. От 1997 до 1998 г. по телевизия 7 дни води собствено шоу, наречено „Шоуто на Шкумбата“. Автор на много продукции и моноспектакли, някои от които са: „Смях до сълзи“, „Тежко е, но няма как!“, „Животът иска жертви, но няма да сме ние“, „Параграф 23“. През 1996 г. излиза първата авторска хумористична книга „Шкумбата се смее“, която е преиздадена няколко пъти. През 2000 г. издава диска „Тежко е, но няма как!“ (продуцирано от Музикаутор, БМК), в което всички текстове и изпълнения са авторски.
От 25 май 2020 г. е водещ на хумористичното предаване „Tonight with Шкумбата“ по 7/8 ТВ.
Има многобройни участия и самостоятелни шоу-програми в много страни по света – от Русия през Мароко до САЩ. Владее и играе на български, френски, английски, немски и руски.

## Филмография
- Дисонанси (1981)
- Живот до поискване (1987)